# 乙愛麗絲
乙愛麗絲（日语：／ Otsu Arisu，1993年12月19日—）是日本的AV女優，經紀公司為L-Promotion，曾經使用水嶋愛麗絲、聖菜亞理莎等藝名。

## 經歷
故鄉為千葉縣。2013年時以聖菜亞理莎為名出道，經紀公司為馬克斯集團。2016年7月1日，轉移至DINO事務所，並將藝名改為水嶋愛麗絲。2020年7月28日退出事務所，同年9月26日轉移至L-Promotion，並改名乙愛麗絲。

## 個人生活
曾公開表示自己支持女子偶像團體乃木坂46的成員伊藤卡琳。

## 外部連結
- 乙アリス(ありんこ)おつ･ありす的X（前Twitter）
- 乙アリス的Instagram帳戶
- 水嶋アリス official blog